# Basileus
Basileus (in greco Βασιλεύς?, Basilèus, pronuncia moderna Vasilèfs), italianizzato in Basileo, è un titolo greco tradotto come "re". È tradotto come "imperatore" per i sovrani dell'Impero romano d'Oriente o Impero bizantino.

## Origine della parola
Secondo una discussa etimologia deriva dall'egizio paser/pasir, in origine designante il visìr, ovvero il comandante di truppe. 
Secondo il Vocabolario greco-italiano del Rocci l'etimologia è incerta e deriverebbe dalla radice ba, comune a βάσις bàsis (pietra), βαίνω bàino (salire), bas o bò-skω (condurre al pascolo), per indicare il «duce, base, guida, capo, pastore del popolo; ovvero chi è fatto salire su pietra o rialzo per essere proclamato». Quest'ultima accezione si applica anche alle altre etimologie, ad esempio quella di primo nel suo genere, in uso nel Nuovo Testamento (Re dei re), così come fra i re orientali, in relazione al loro animale sacro.

## Nel mondo antico
La possibile radice camitica è fondata sulla circostanza che la parola originaria di lingua egizia potrebbe essere pronunciata con un suono vicino a vasir / v'sir od anche basir / b'sir e, pertanto, è considerata affine al sostantivo greco; tuttavia in lingua micenea il termine usato era qa.si.re.u.
Nell'età più antica, il termine βασιλεύς rappresenta il re nella società omerica, che generalmente fa parte di un'oligarchia di pari ed ha compiti più che altro militari (è questo probabilmente il significato del termine nei poemi omerici) – oligarchia che non escludeva l'esistenza di un primus inter pares –, a differenza dell'ἄναξ (miceneo wanax), il re assoluto, con caratteri sacrali (in Omero il dio è sempre ἄναξ, mai βασιλεύς), come ad esempio Minosse. Successivamente, il termine indicherà genericamente un re. Nella Grecia antica (ad esempio ad Atene, dove esisteva la funzione dell'arconte - basileus) indicava anche una sorta di re-sacerdote o un magistrato che si occupava di funzioni religiose.
Cleopatra ricevette l'appellativo di Basilissa ton Basileion e Basilissa ton Basilisson (ovvero "Regina dei Re" e "Regina delle Regine"). In seguito fu usato dai re persiani con una connotazione analoga a quella di tiranno, per tradurre l'espressione shahanshah (Re dei Re).

## Nell'Impero Romano d'Oriente
Il termine basileus sostituì, assieme a Káisar Augustos il precedente titolo in lingua latina di Augustus (nonché quelli di Caesar e imperator), usati dai romani; i bizantini iniziarono ad usarlo dalla prima metà VII secolo, e venne introdotto dall'imperatore Eraclio I (610-641) dopo che questi sconfisse i persiani. Il titolo, per esteso, dovrebbe correttamente essere indicato come Basileús ton romaíon (Βασιλεὺς τῶν Ῥωμαίων), equivalente a "Imperatore dei Romani" (o romei, in questo caso i romani di lingua greca); "imperatore" era tradotto anche come "autokrator", cioè autocrate ("colui che governa da solo"). I bizantini usarono questo titolo fino alla caduta di Costantinopoli in mano ottomana - avvenuta nel 1453 - e l'ultimo che portò il titolo di basileus fu Costantino XI Paleologo (1449-1453).
Esisteva anche il femminile di basileus, che era Basìlissa ton romaíon (Βασίλισσα τῶν Ῥωμαίων), equivalente a "Imperatrice dei Romani", titolo di tutte le Imperatrici d'Oriente: rivestito per esempio dall'Imperatrice Zoe, Teodora Porfirogenita, Eudocia Macrembolitissa e da Irene l'Ateniana (l'unica vera imperatrice regnante di Bisanzio), dall'imperatrice reggente Teodora Armena e sua figlia Tecla o da Teodora (che fu imperatrice co-regnante, moglie di Giustiniano I), equivalente al latino "Augusta". Fu il titolo ufficiale di ogni imperatore bizantino, di cui accompagnava il nome nelle scritture e nelle iscrizioni contenenti diversi e variabili attributi.